# Future Code
特定非営利活動法人 Future Code（フューチャーコード）は、主に開発途上国における医療、公衆衛生、教育系の活動をメインとする、日本、神戸市を本部とするNGO、国際医療支援団体である。

## 概要
2011年5月、医師の大類隼人が任意団体Future Codeを設立。翌年2012年6月にNPO法人格取得、2010年のハイチ地震で被災し復興が進んでいなかったハイチから医師を招いて日本で研修を実施、医療技術指導を通じて現地の復興支援に取り組んだ。過去にはケニアでも活動していた。

### コンセプト・ロゴ
「Future Code」は、「世界中の医療に未来への鍵を」との思いをこめネーミングされている。
団体ロゴにある地図は、現在の大陸が形成される前にあったとされた世界大陸「パンゲア」の想像図を示している。日本という国だけでなく、地球で生きる同じ人間の問題として取り組む、精神的に１つである、というコンセプトを掲げている。
また、鍵にとまる「蝶」は復活の象徴であり、その国の医療が蛹から着実なステップを踏み蝶へと成長する手助けをするという活動を目指すことも含んでいる。

## メディアへの出演

### 新聞
- 神戸新聞神戸の医師らがＮＧＯ　ケニアやハイチで支援活動 2011年12月27日
- 神戸新聞ハイチ大地震 神戸のNGO、現地医師招き指導へ 2012年5月21日
- 日経新聞いまドキ関西2012年5月23日
- 神戸新聞兵庫医大で神戸のNGO 現地医師に研修2012年6月11日
- 毎日新聞結核からハイチ守る兵庫医大で２医師研修2012年6月12日
- 朝日新聞結核医療研修NGOが招く2012年6月13日
- 産経新聞ハイチを結核から守れ　神戸のNGOが招く2012年6月21日
- 神戸新聞「将来の夢」80枚　宮城やハイチの被災児童ら描く2012年7月10日
- 河北新聞みらいはゆめいろリレー展　宮城・南三陸で始まる2012年8月1日
- 神戸新聞途上国の現状知って2014年4月6日

### テレビ番組
- FNNスーパーニュースアンカー特集（関西テレビ、2012年8月7日放送）[4]
- FNNスーパーニュースアンカー特集（関西テレビ、2012年9月27日放送）[5]
- VOICE特集（毎日テレビ、2012年10月25日放送）[6]
- FNNスーパーニュースアンカー特集（関西テレビ、2013年2月25日放送）[7]
- FNNスーパーニュースアンカー特集（関西テレビ、2013年7月30日31日放送）[8]

ほか